# Нейстон

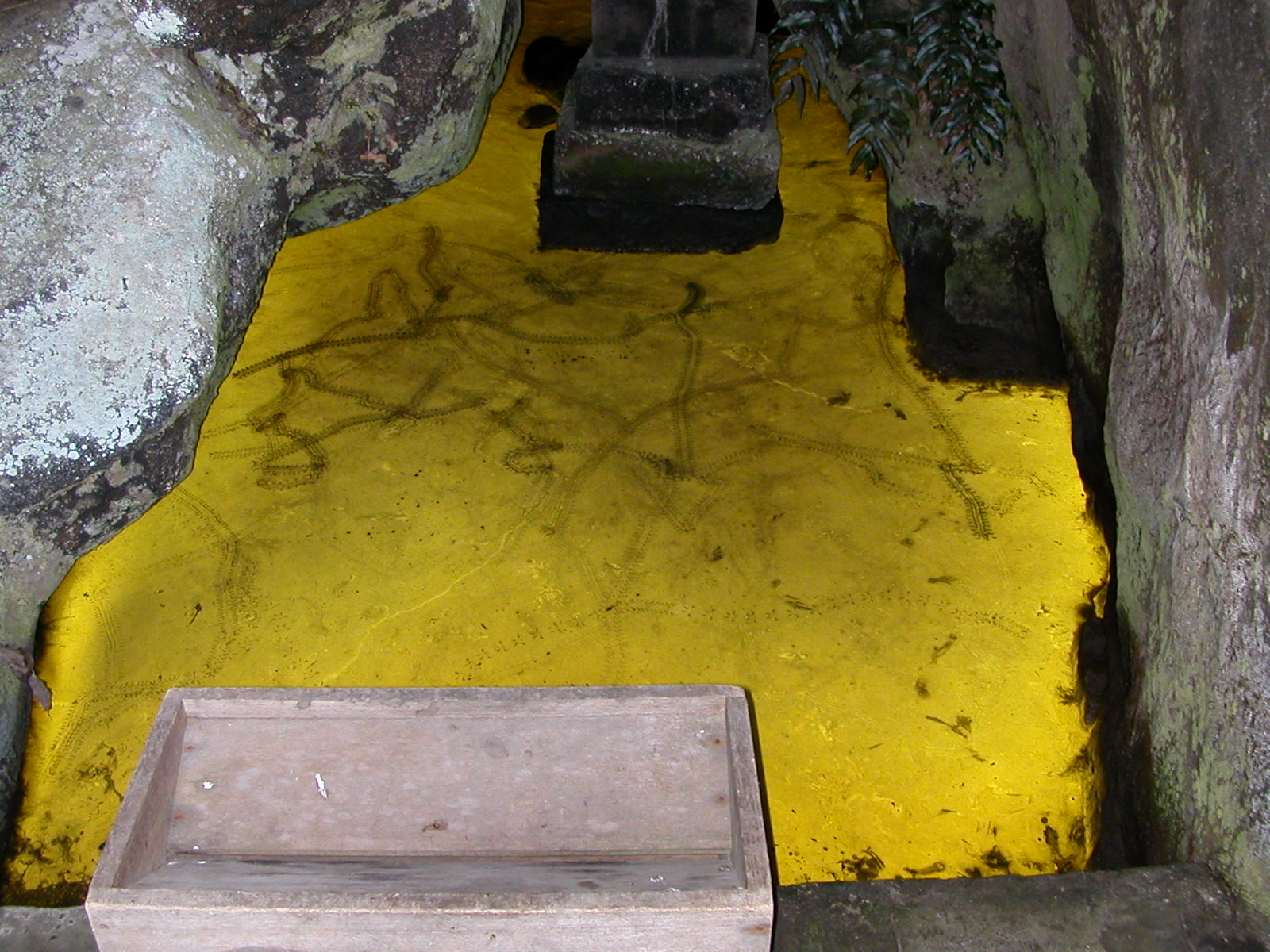
Плёнка, образованная золотистой водорослью Ochromonas

Нейсто́н (др.-греч. νευστόν — плавающий) — совокупность микроорганизмов (в основном различных водорослей и мелких беспозвоночных), живущих у поверхностной плёнки воды на границе водной и воздушной сред (в так называемой «нейстали»). Выделяют эпинейстон, объединяющий организмы, живущие на поверхности воды и гипонейстон, куда входят организмы, прикрепляющиеся к поверхностной плёнке снизу, либо обитающие в воде не глубже нескольких миллиметров от поверхности.
Нейстонные плёнки образуются, как правило, в стоячих водоёмах (озёра, болота, лужи, канавы и т. п.), но могут появляться и в больших водоёмах на сравнительно малой площади спокойной воды (без волн). Обитатели нейстона нередко размножаются в такой массе, что становятся видны невооружённым глазом, при этом количество организмов на 1 мм² площади поверхности может достигать нескольких десятков тысяч.
Основную часть пресноводного нейстона составляют водоросли различных отделов: золотистые (Chromulina), эвгленовые (Euglena, Trachelomonas), зелёные (Chlamydomonas), жёлто-зелёные (Botrydiopsis) и др.
У многих нейстонных микроорганизмов для удержания в приповерхностном слое воды имеются специальные приспособления (различные выросты, «паруса») либо характерные морфологические особенности (наличие в клетках газовых вакуолей, обилие масла в виде клеточных включений, покрытие клетки (-ок) слизью и т. п.).
Нейстон называют инкубатором моря. При нефтяном загрязнении гибнет в первую очередь именно нейстон.